# Bungoma (district)
Pour les articles homonymes, voir Bungoma (homonymie).
Le district de Bungoma fut, entre 1969 et 2007 l’un des districts de la Province de l'Ouest du Kenya. Son chef-lieu était la ville de Bungoma. Il occupait une surface de 2 069 km2 et comprenait les divisions administratives (tarafa) de Kanduyi, Webuye, Sirisia, Cheptais, Kapsokwony, Kimilili, Tongaren, Central Bungoma, Bumula et Kopsiro. En 2007, il est divisé en cinq nouveaux districts.
Depuis 2010, ces cinq districts, unis  avec les anciens districts de Lugari et du Mont Elgon, constituent le comté de Bungoma, un des 47 comtés du Kenya créés par la nouvelle Constitution.
Les sols y étaient en général fertiles, et correctement arrosés avec des précipitations moyennes comprises entre 1 000 et 1 800 mm selon l’endroit. La saison fertile durait plus de 270 jours dans la quasi-totalité du district. On y cultivait maïs, orge, froment, éleusine, ainsi que, de manière plus localisée, café, thé, coton, pyrèthre et la canne à sucre, ce qui en faisait une des régions les plus agricoles du pays[réf. nécessaire].